# Clément Champoussin
Clément Champoussin (* 29. Mai 1998 in Nizza) ist ein französischer Radrennfahrer.

## Sportlicher Werdegang
Mit dem Radsport begann Champoussin im Alter von 12 Jahren. Bis zum Juniorenalter war er im Mountainbikesport unterwegs, noch 2016 wurde er französischer Junioren-Meister im Cross Country.
Mit Beginn der Saison 2017 wurde Champoussin Mitglied in der Chambéry Cyclisme Formation, dem Nachwuchsteam vom AG2R Citroën Team. In der Saison 2019 gewann er eine Etappe, die Gesamt- und die Punktewertung des Giro della Regione Friuli Venezia Giulia. Darüber hinaus machte er durch weitere Spitzenplatzierungen auf sich aufmerksam, unter anderem mit Platz 5 bei der Tour de l’Avenir 2018 und Platz 4 2019, mit Platz 3 beim Il Piccolo Lombardia sowie 2019 mit Platz 3 beim Grand Prix Priessnitz spa und der Ronde de l’Isard.
Im April 2020 wurde Champoussin in das UCI WorldTeam von AG2R übernommen. Mit der Vuelta a España 2020 nahm er erstmals an einer Grand Tour teil und beendete diese auf Platz 31 der Gesamtwertung. Bei der Vuelta a España 2021 erzielte er seinen bisher größten Erfolg als Radprofi, als er nach einem 3. und 5. Platz auf der 10. und 14. Etappe die Bergankunft der 20. Etappe gewinnen konnte. Insgesamt schloss er die Rundfahrt auf Platz 12 der Gesamt- und Platz 5 der Nachwuchswertung ab.
Nach drei Jahren beim AG2R Team wechselte Champoussin zur Saison 2023 zum neu in die UCI WorldTour aufgestiegenem Team Arkéa-Samsic. Den ersten Sieg für sein neues Team erzielte er beim Arctic Race of Norway 2023, bei dem er die letzte Etappe für sich entschied. 2024 gewann er den Giro della Toscana, dazu kommen weitere Podiumsplatzierungen wie der zweite Platz beim Circuito de Getxo und in der Gesamtwertung des Arctic Race of Norway sowie der dritte Platz beim Grand Prix de Wallonie.
Nach der Saison 2024 verließ Champoussin das Team Arkéa und wurde Mitglied im Astana Qazaqstan Team.

## Erfolge

### Mountainbike
2016
- Französischer Meister (Junioren) – Cross-Country XCO

### Straße
2018
- Prolog  Boucles de la Mayenne

2019
- Gesamtwertung, eine Etappe, Mannschaftszeitfahren und Punktewertung Giro della Regione Friuli Venezia Giulia
- Mannschaftszeitfahren Orlen Nations Grand Prix

2021
- eine Etappe Vuelta a España 2021

2023
- eine Etappe und Punktewertung Arctic Race of Norway

2024
- Giro della Toscana

## Grand-Tour-Platzierungen
| Grand Tour            | 2020 | 2021 | 2022 | 2023 | 2024 | 2025 |
| --------------------- | ---- | ---- | ---- | ---- | ---- | ---- |
| Giro d’ItaliaGiro     | –    | DNF  | –    | –    | –    | –    |
| Tour de FranceTour    | –    | –    | –    | 51   | 101  | 85   |
| Vuelta a EspañaVuelta | 31   | 16   | 32   | –    | –    |      |